# Capitoli di Edens Zero

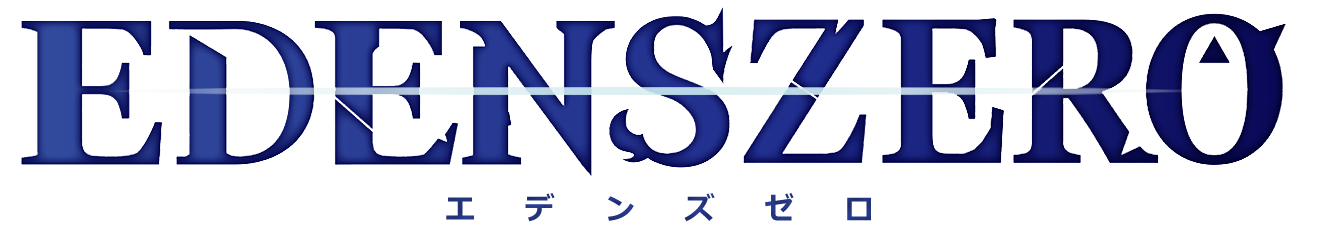
Logo della serie

Questa è la lista dei capitoli di Edens Zero, manga scritto e disegnato da Hiro Mashima, e pubblicato a partire dal 30º volume del 2018 della rivista Weekly Shōnen Magazine, uscito in Giappone il 27 giugno 2018. La serie è entrata nell'arco finale a dicembre 2022. Parallelamente alla serializzazione giapponese, il manga è edito contemporaneamente in altre cinque lingue diverse: inglese, francese, cinese, coreano e tailandese; la versione in inglese è curata dall'editore nord americano Kodansha USA e pubblicata sulle piattaforme Crunchyroll Manga, ComiXology e Amazon Kindle. In occasione dell'edizione 2018 della manifestazione Anime Expo, l'editore nord americano Kodansha USA annunciò che il primo volume giapponese del manga sarebbe stato disponibile a partire da ottobre 2018, salvo poi essere pubblicato il 14 settembre dello stesso anno. L'edizione cartacea inglese basata sui volumi nipponici è stata pubblicata dal 6 novembre 2018 mentre la casa editrice Star Comics pubblica la serie per il pubblico italiano a partire dal 1º maggio 2019.

## Volumi 1-10
| Nº | Titolo italiano Giapponese 「Kanji」 - Rōmaji | Data di prima pubblicazione                                                                   | Data di prima pubblicazione                                                                |
| Nº | Titolo italiano Giapponese 「Kanji」 - Rōmaji | Giapponese                                                                                    | Italiano                                                                                   |
| 1  | Verso il cielo in cui fluttuano petali di ciliegio 「桜舞うソラに」 - Sakura mau sora ni | 14 settembre 2018 ISBN 978-4-06-513234-0 (ed. regolare) ISBN 978-4-06-513235-7 (ed. limitata) | 1º maggio 2019 ISBN 978-88-226-1398-1 (ed. regolare) ISBN 978-88-226-1444-5 (ed. limitata) |
| 1  | Capitoli - 1. Verso il cielo in cui fluttuano petali di ciliegio (桜舞うソラに?, Sakura mau sora ni) - 2. La ragazza e il gatto blu (少女と青猫?, Shōjo to ao neko) - 3. Gli avventurieri (冒険者たち?, Bōkensha-tachi) - 4. Norma (ノーマ?, Nōma) |                                                                                               |                                                                                            |
| 1  | Trama Shiki Granbell è cresciuto fin dall'infanzia da una comunità di robot nel Regno di Granbell, un parco a tema abbandonato. Il luogo viene visitato da due B-Cuber - Rebecca Bluegarden e il suo gatto robotico, Happy - con cui Shiki cerca di fare amicizia ma con scarso successo. Il giorno successivo, i robot del parco diventano ostili verso Shiki e Rebecca, dichiarando vendetta contro gli umani per averli scartati. Shiki reagisce e salva la ragazza con la sua abilità gravitazionale Ether Gear, guadagnandosi la sua amicizia. Rebecca e Happy portano Shiki fuori dal pianeta sulla loro astronave, l'Aqua Wing, prima che i robot si rompano contemporaneamente a causa della vecchiaia dei loro sistemi, rivelando così di aver organizzato la loro ribellione per salvare Shiki dalla solitudine. I tre arrivano al pianeta Blue Garden e registrano Shiki nella gilda di avventurieri Shooting Starlight, dove Shiki riconosce un ologramma di una dea cosmica chiamata Mother. Quando la gilda non crede al suo presunto incontro con Mother, i tre decidono di trovarla e provare la sua esistenza, viaggiando sul pianeta Norma per acquisire una nave migliore dal professor Weitz Steiner, benefattore di Rebecca e Happy. Dopo aver visitato il laboratorio di Weitz, i tre si ritrovano dinanzi a un minaccioso sconosciuto che si presenta con il nome del professore. |                                                                                               |                                                                                            |
| 2  | Lacrime di ferro 「鉄の涙」 - Tetsu no namida | 16 novembre 2018 ISBN 978-4-06-513249-4                                                       | 3 luglio 2019 ISBN 978-88-226-1489-6                                                       |
| 2  | Capitoli - 5. L'uomo chiamato Weisz (ワイズという男?, Waizu toiu otoko) - 6. Ladro (盗賊?, Shīfu) - 7. Lacrime di ferro (鉄の涙?, Tetsu no namida) - 8. Scontro con la Sibir Family! (激突!! シビルファミリー?, Gekitotsu!! Shibiru Famirī) - 9. Lotta contro i Foot Brothers (VS.フットブラザーズ?, VS. Futto Burazāzu) - 10. Siamo amici, no? (友達だろ?, Tomodachi daro) - 11. Machina Maker (マキナ・メイカー?, Makina Meikā) - 12. Skull Fairy (スカルフェアリー号?, Sukaru Fearī-gō) - 13. Shiki VS. Elsie (シキVSエルシー?, Shiki VS Erushī) - 14. Nascere una seconda volta (もう一度生まれる?, Mō ichido umareru) |                                                                                               |                                                                                            |
| 2  | Trama Shiki e i suoi amici scoprono di aver viaggiato per cinquant'anni nel passato di Norma, identificando lo sconosciuto come una versione più giovane di Weitz, il quale ha rubato una valigetta alla criminale Sibir. Shiki apre accidentalmente la valigetta per trovare Emp Pino, un androide del loro tempo, e sconfigge Sibir per impedirgli di sfruttare la tecnologia EMP di Pino. Il gruppo di Shiki fugge da Norma insieme a Pino e a un clandestino Weitz, il quale usa il suo Ether Gear, Machina Maker, per aiutarli a superare una barriera simile a una nuvola che circonda il pianeta. Il gruppo viene contattato dal Weitz del presente, che spiega che lo stesso Norma è stato riportato a uno stato precedente dal Cronografo, un mostro che divora il tempo dei pianeti. L'Aqua Wing viene quindi catturata dalla piratessa spaziale Elsie Crimson, che porta il gruppo a bordo della sua nave, la Skull Fairy. Decidendo di prendere per sé la nave di Elsie, il gruppo elimina i parassiti alieni che imitano Elsie e il suo equipaggio. La vera Elsie si congratula con Shiki dalla sua vicina flotta e gli cede volentieri la nave, che rivela essere la sua eredità del nonno adottivo, il Re Demone Ziggy. |                                                                                               |                                                                                            |
| 3  | La corazzata del Re Demone 「魔王戦艦」 - Maō Senkan | 15 febbraio 2019 ISBN 978-4-06-513875-5                                                       | 2 ottobre 2019 ISBN 978-88-226-1544-2                                                      |
| 3  | Capitoli - 15. La corazzata del Re Demone (魔王戦艦?, Maō senkan) - 16. Sister (シスター?, Shisutā) - 17. La collezione (コレクション?, Korekushon) - 18. L'autostrada dove fischia il vento (風の鳴くハイウェイ?, Kaze no naku haiwei) - 19. Il talento di pensare cose divertenti (楽しい事を考える天才?, Tanoshii koto o kangaeru tensai) - 20. Il pianeta Guilst (惑星ギルスト?, Wakusei Girusuto) - 21. Soul Blade (ソウルブレイド?, Sōru Bureido) - 22. Piano di fuga senza vestiti (裸の脱出作戦?, Hadaka no dasshutsu sakusen) - 23. Million Bullets (ミリオンバレット?, Mirion Baretto) |                                                                                               |                                                                                            |
| 3  | Trama Mentre pulisce la sua nuova nave con i suoi amici, Shiki attiva inconsapevolmente una donna androide di nome Witch Regret, che riconfigura la nave nella sua forma originale, la corazzata Edens Zero. Witch dice all'equipaggio che prima di attraversare Dragonfall, uno sciame di draghi che separa il Cosmo Sakura dalle altre regioni della spazio, devono ripristinare le funzioni della nave riunendo il gruppo di androidi di Witch, le 4 Stelle Luminose. Tornato a Blue Garden, Shiki salva la rivale B-Cuber di Rebecca, Labilia Christy, dal mercenario Jinn, membro dei Rogue Out, la cui organizzazione - guidata dalla Stella Luminosa Sister Ivry - cattura Rebecca e la consegna assieme alle altre B-Cuber rapite sul pianeta senza legge di Guilst. Shiki e i suoi amici si recano a Guilst per salvare Rebecca, reclutando un'utilizzatrice di Ether Gear di nome Homura Kōgetsu, che ha familiarità con la Edens Zero. Rebecca raduna le B-Cuber per fuggire e si riunisce con Shiki, che si prepara a combattere Sister e i suoi mercenari. Nel frattempo, Witch afferma che il Cronografo si sta avvicinando al pianeta. |                                                                                               |                                                                                            |
| 4  | Nuovi compagni 「新たな仲間たち」 - Aratana Nakama-tachi | 17 aprile 2019 ISBN 978-4-06-514881-5                                                         | 8 gennaio 2020 ISBN 978-88-226-1606-7                                                      |
| 4  | Capitoli - 24. Sister Ivry (シスター・イヴリィ?, Shisutā Ivurii) - 25. Prendere la mira (狙いをさだめて?, Nerai o sadamete) - 26. Two Sisters (二人のシスター?, Futari no Shisutā) - 27. Il piano di fuga da Guilst (ギルスト脱出作戦?, Girusuto dasshutsu sakusen) - 28. Nuovi compagni (新たな仲間たち?, Aratana nakama-tachi) - 29. Iron Hill (アイアンヒル?, Aian Hiru) - 30. Il pianeta ultra-virtuale (超仮想惑星?, Chōkasō wakusei) - 31. Il popolo di Digitalis (デジタリスの民?, Dejitarisu no tami) - 32. Jamirov l'assassino (殺人鬼ジャミロフ?, Satsujinki Jamirofu) |                                                                                               |                                                                                            |
| 4  | Trama Weitz e Homura trovano un secondo androide di nome Sister imprigionato sotto il quartier generale dei Rogue Out, scoprendo che è stata impersonata dal leader della malvagia organizzazione negli ultimi dieci anni. La vera Sister si unisce all'equipaggio di Shiki dopo aver affrontato il suo impostore, che viene ucciso da Jinn in quanto era stato ingannato da una falsa promessa. L'equipaggio e le B-Cuber fuggono da Guilst prima che venga consumato dal Cronografo, che riavvolge il tempo del pianeta di 1.200 anni fino a portarlo in uno stato primitivo. I membri della nave localizzano lo Stella Luminosa Hermit Mio vicino a Blue Garden. Quest'ultima però si mostra insensibile nei loro confronti, e si scopre che Hermit ha subito un grave trauma psicologico e ha isolato la sua mente all'interno di Digitalis, un pianeta virtuale e server per il gioco di realtà simulata Rogue Fantasia. Shiki e i suoi compagni entrano nel gioco per cercare Hermit, ma incontrano Jamilov, un subordinato del signore del crimine Drakken Joe che uccide regolarmente gli altri giocatori del gioco e i personaggi non giocanti senzienti. |                                                                                               |                                                                                            |
| 5  | Fuochi d'artificio 「花火」 - Hanabi | 17 giugno 2019 ISBN 978-4-06-515677-3                                                         | 6 maggio 2020 ISBN 978-88-226-1764-4                                                       |
| 5  | Capitoli - 33. La ragazza sulla collina (丘の上の少女?, Oka no ue no shōjo) - 34. Sopravvivere a questa notte (この夜を生き抜け?, Kono yoru o iki nuke) - 35. Il gigante e la bambina (怪物と少女?, Kaibutsu to shōjo) - 36. G.I.A. (GIA?) - 37. Shiki il megamostro (大怪獣シキ?, Daikaijū shiki) - 38. Ventidue colpi (22発?, Nijūni-hatsu) - 39. Il geniale hacker Spider (天才ハッカー・スパイダー?, Tensai Hakkā Supaidā) - 40. Il piano C7 (C7号作戦?, Shī-nana-gō sakusen) - 41. Fuochi d'artificio (花火?, Hanabi) |                                                                                               |                                                                                            |
| 5  | Trama Shiki e la sua squadra trovano Hermit e tentano di portarla fuori da Rogue Fantasia, ma lei fa resistenza per via dell'odio che nutre nei confronti degli umani, ma viene poi presa di forza da Shiki quando viene attaccata da un esercito di mostri controllati da Jamilov. Homura sembra tradire la flotta della Edens Zero alleandosi con Jamilov, ma presto si scopre essere Amira, una spia del governo che impersona Homura, che la caccia via. Dopo aver usato le sue abilità di programmazione per aiutare Shiki a sconfiggere l'invincibile Jamilov utilizzando un trucco, Hermit accetta di uscire temporaneamente dal gioco per effettuare una manutenzione, ma si rifiuta ancora di ricongiungersi al gruppo. La Edens Zero viene quindi hackerata dal personaggio reale di Jamilov, Spider, che inizia a distruggere la nave dall'interno. Nonostante ciò Hermit è ancora piuttosto riluttante ad offrire il suo aiuto, rivelando che la sua sfiducia è nata da alcuni scienziati umani che l'avevano usata come cavia dopo averla manipolata per distruggere un pianeta di robot. Dopo essere stata rassicurata dagli avventurieri, Hermit sceglie di essere loro amica e ripristina i sistemi di sicurezza della Edens Zero, umiliando Spider e salvando la nave. |                                                                                               |                                                                                            |
| 6  | Le parole danno forza 「言葉は強さを与える」 - Kotoba wa tsuyosa o ataeru | 17 settembre 2019 ISBN 978-4-06-516233-0                                                      | 5 agosto 2020 ISBN 978-88-226-1926-6                                                       |
| 6  | Capitoli - 42. Il sogno di Pino (ピーノの夢?, Pīno no yume) - 43. Odore di soldi (金の匂い?, Kane no nioi) - 44. Il Palazzo della Conoscenza (知識の宮殿?, Chishiki no kyūden) - 45. Battle Colosseum (バトルコロシアム?, Batoru Koroshiamu) - 46. Il suono dei passi della valchiria (戦乙女の足音?, Ikusa otome no ashioto) - 47. Le parole danno forza (言葉は強さを与える?, Kotoba wa tsuyosa o ataeru) - 48. Dal pianeta eterno (永永無窮の星より?, Eiei mukyū no hoshi yori) - 49. Il capitano Connor (キャプテン・コナー?, Kyaputen Konā) - 50. La dama scarlatta (紅婦人?, Kurenai fujin) |                                                                                               |                                                                                            |
| 6  | Trama Drakken fa uccidere Spider per la sua sconfitta contro l'equipaggio della Edens Zero e contatta Noah Glenfield, il Master di Shooting Starlight, per ottenere delle informazioni sulla nave. Nel frattempo, il gruppo si reca sul pianeta Mildian per consultare l'oracolo Xiao Mei e scoprire dove si trovi Vakyrie Yuna, l'ultima Stella Luminosa rimasta e mentore di Homura. Dopo che Shiki e la sua squadra hanno vinto una serie di battaglie per Xiao Mei, quest'ultima rivela che Valkyrie si trova sul pianeta Sun Jewel. Così durante il tragitto verso Sun Jewel, salvano un capitano spaziale naufragato di nome Connor, che guida abilmente la Edens Zero attraverso un campo di detriti sfruttando una scorciatoia, e dimostra di avere esperienza con una nave dal nome simile chiamata Edens One. Poco dopo il loro arrivo sul pianeta, Shiki e Homura sventano un tentativo di rapina in un casinò, che porta i ladri a essere immediatamente giustiziati dalla sovrana del pianeta, Madame Kurenai, che usa il superlaser Satellite Blaze. |                                                                                               |                                                                                            |
| 7  | La certezza di andare avanti 「きっと前へ進める」 - Kitto mae e susumeru | 15 novembre 2019 ISBN 978-4-06-516893-6                                                       | 4 novembre 2020 ISBN 978-88-226-2019-4                                                     |
| 7  | Capitoli - 51. Stones (鉱石生命体?, Sutōnzu) - 52. Guanto scarlatto (紅の籠手?, Kurenai no kote) - 53. Piccola morbida Ruby (ポヨポヨ ルビーちゃん?, Poyopoyo Rubī-chan) - 54. La verità dentro il cubo (真実はキューブの中に?, Shinjitsu wa Kyūbu no naka ni) - 55. Blackrock (ブラックロック?, Burakku Rokku) - 56. Reset (リセット?, Risetto) - 57. Una madre robot (機械の母?, Kikai no haha) - 58. Incontro silenzioso (沈黙の再会?, Chinmoku no saikai) - 59. La certezza di andare avanti (きっと前へ進める?, Kitto mae e susumeru) |                                                                                               |                                                                                            |
| 7  | Trama Shiki e Homura vengono inviati al distretto lavorativo di Sun Jewel per estrarre del metallo da mostri alieni chiamati Stones come punizione per aver fatto uso della violenza contro i ladri. Dopo essere stato pubblicamente umiliato da Labilia nella ricerca dei loro amici, il gruppo di Rebecca ottiene la simpatia di Nino, uno degli uomini d'élite di Madame Kurenai, che li guida nel distretto lavorativo. Qui, Rebecca e gli altri incontrano Paul, discepolo di Valkyrie, che li fa ricongiungere con Shiki e Homura, permettendo loro di sconfiggere insieme uno Stone gigante. Attraverso una registrazione B-Cube che Paul dà a Homura, la squadra di Shiki scopre che Valkyrie è partita alla ricerca di Kurenai - che si rivela essere la madre perduta da tempo di Homura - che ha abbandonato la figlia e ha tradito Valkyrie per salire al potere. Gli avventurieri trovano il corpo inerte di Valkyrie e si rendono conto che è morta da tre anni, dopo essersi sacrificata per difendere gli altri prigionieri da un'orda di Stones inviati da Kurenai. Mentre Homura è in lutto, Shiki affronta Kurenai che si prepara a distruggere il distretto utilizzando il Satellite Blaze. |                                                                                               |                                                                                            |
| 8  | La persona amata 「愛する者」 - Aisuru mono | 17 febbraio 2020 ISBN 978-4-06-517355-8                                                       | 3 febbraio 2021 ISBN 978-88-226-2112-2                                                     |
| 8  | Capitoli - 60. Finché non si tramuterà in forza (いつか強さに変わるまで?, Itsuka tsuyosa ni kawaru made) - 61. L'arrivo di Arsenal (アーセナル参上?, Āsenaru sanjō) - 62. La mia leggenda (オレの伝説?, Ore no densetsu) - 63. Chi porta avanti la volontà (意志を継ぐ者?, Ishi o tsugu mono) - 64. Leaper (跳躍者?, Rīpā) - 65. La spadaccina paralizzata (剣士は動けない?, Kenshi wa ugokenai) - 66. La forza di gravità ti schiaccerà! (重力がおまえを潰す?, Jūryoku ga omae o tsubusu) - 67. La persona amata (愛する者?, Aisuru mono) - 68. Valkyrie (ヴァルキリー?, Varukirī) |                                                                                               |                                                                                            |
| 8  | Trama Il Satellite Blaze viene dirottato dalla nave di Drakken, la Belial Gore, costringendo Madame Kurenai a inviare la sua élite, gli Zaiten Three, per reprimere il movimento di resistenza del distretto operaio mentre combatte Shiki nel suo mech Knight Gear, il Kurenai Dragoon. Weitz si unisce ai suoi amici dopo aver completato l'armatura Arsenal Suit, che gli consente di sconfiggere Baku, uno dei Zaiten Three. Rebecca è costretta a combattere Nino durante una gara di rifornimenti e lo sconfigge dopo aver risvegliato la sua abilità Ather Gear, che chiama Leaper, mentre Homura batte Garrot, l'ultimo del trio, riuscendo a superare il dolore per la perdita della madre. Dopo aver distrutto il Dragoon Kurenai, Shiki porta Kurenai a essere giudicata da Homura, che però rinuncia all'idea e dichiara che Valkyrie era la sua vera madre; tentando di fuggire, Kurenai viene catturata da una banda guidata da un uomo di cui ha sfigurato il volto. La squadra torna alla Edens Zero per segnalare la morte di Valkyrie alle altre Stelle Luminose, che affermano di non poterla riparare o ricreare, e accettano l'offerta di Homura di diventare la nuova Valkyrie. |                                                                                               |                                                                                            |
| 9  | Non piangere 「涙を流すな」 - Nami o nagasu na | 17 aprile 2020 ISBN 978-4-06-518522-3                                                         | 5 maggio 2021 ISBN 978-88-226-2286-0                                                       |
| 9  | Capitoli - 69. Il sogno di Rebecca (レベッカの見た夢は…?, Rebekka no mita yume wa...) - 70. Belial Gore (ベリアル・ゴア?, Beriaru goa) - 71. La strega d'acciaio (鋼鉄の魔女?, Kōtetsu no Witchi) - 72. Element 4 (エレメント4?, Eremento Fō) - 73. Non piangere (涙を流すな?, Nami o nagasu na) - 74. Weisz VS. Laguna (ワイズvs.ラグナ?, Waizu vs. Raguna) - 75. Il vento che soffia nel Sakura Cosmos (桜宇宙に吹く風?, Sakura kosumosu ni fuku kaze) - 76. Rebecca VS. Sylph (レベッカvs.シルフ?, Rebekka vs. Shirufu) - 77. Legami di vento (風の絆?, Kaze no kizuna) |                                                                                               |                                                                                            |
| 9  | Trama Rebecca si risveglia da un sogno particolare in cui ha incontrato uno Shiki più grande coinvolto in una situazione disperata. Tornata alla realtà, scopre che la sua squadra si è infiltrata nella Belial Gore per indagare sul motivo per cui Drakken stia cercando la Edens Zero. La squadra viene rapidamente scoperta da Drakken, che invia un trio di infiltrati a bordo della nave. Dopo che Witch ha sconfitto gli infiltrati, Drakken ordina alle sue forze speciali che brandiscono l'Element 4 di catturare la squadra di Shiki. Weitz sconfigge l'utilizzatore dell'acqua, Laguna Husert, ma viene sconfitto da quello del fuoco, Fie. La squadra viene però protetta dall'attuale controparte di Sibir, che lavora come barista a bordo della Belial Gore. Tentando di consegnare delle medicine a Weitz, Rebecca e Happy vengono catturati da Kleene Rutherford/Sylph - colei che usa l'elemento del vento e sorella minore di Jinn, che funge da sua assistente - e portati al cospetto di Drakken. |                                                                                               |                                                                                            |
| 10 | Il nostro futuro 「オレたちの未来」 - Ore-tachi no mirai | 17 giugno 2020 ISBN 978-4-06-519436-2                                                         | 4 agosto 2021 ISBN 978-88-226-2395-9                                                       |
| 10 | Capitoli - 78. Numero 29 (29号?, Nijūkyū-gō) - 79. Chi respinge e chi ruba (拒む者と奪う者?, Kobamu mono to ubau mono) - 80. Il gettone celebrativo dei sessanta giorni (60日記念コイン?, Rokujū-nichi kinen koin) - 81. Interventi (仲裁?, Chūsai) - 82. Predica (説教?, Sekkyō) - 83. Uno sparo che riecheggia nei sotterranei (地下道に響く銃声?, Chikadō ni hibiku jūsei) - 84. Il mondo senza Shiki (シキがいない世界?, Shiki ga inai sekai) - 85. Il nostro futuro (オレたちの未来?, Ore-tachi no mirai) - 86. EZ-Attack! (ＥＺ－Ａｔｔａｃｋ！！?, Jī Atakku!!) |                                                                                               |                                                                                            |
| 10 | Trama Drakken invita Rebecca a unirsi al suo gruppo in modo che possa estrarre il suo Ather Gear, Cat Leaper; le mostra anche una Labilia brutalmente picchiata per farla cedere, il che fa inorridire la ragazza. Lasciandoli sotto la sorveglianza di Daichi, il membro degli Element 4 che usa la terra, Drakken cattura Shiki mentre quest'ultimo si sta prendendo la rivincita con Jinn; nel frattempo, Fie e Sylph catturano Weitz e Homura, e Sibir viene uccisa per aver dato rifugio a Weitz. Drakken intimidisce il gruppo di Shiki tenendo in ostaggio Happy e Pino e facendo amputare il braccio di Weitz, mentre i suoi infiltrati a bordo della Edens Zero disattivano le Stelle Luminose e prendono il controllo della nave; rifiutandosi di sottomettersi, Shiki viene giustiziato da Drakken. Una settimana dopo, Rebecca attiva inconsapevolmente il potere del Cat Leaper e viaggia indietro nel tempo, tornando pochi istanti prima dell'infiltrazione dei suoi amici nella Belial Gore. Usando la conoscenza del futuro di Rebecca, l'equipaggio ostacola gli infiltrati di Drakken e lancia un assalto diretto alla Belial Gore per salvare Labilia. |                                                                                               |                                                                                            |

## Volumi 11-20
| Nº | Titolo italiano Giapponese 「Kanji」 - Rōmaji | Data di prima pubblicazione              | Data di prima pubblicazione              |
| Nº | Titolo italiano Giapponese 「Kanji」 - Rōmaji | Giapponese                               | Italiano                                 |
| 11 | Shiki contro Drakken 「シキvs.ドラッケン」 - Shiki vs. Dorakken | 17 agosto 2020 ISBN 978-4-06-520331-6    | 29 settembre 2021 ISBN 978-88-226-2579-3 |
| 11 | Capitoli - 87. 4 VS. 4 (4vs.4?) - 88. God Eye (ゴッドアイ?, Goddo Ai) - 89. Hermit VS. Fie (ハーミットvs.ファイ?, Hāmitto vs. Fai) - 90. Sister VS. Daichi (シスターvs.ダイチ?, Shisutā vs. Daichi) - 91. Homura VS. Sylph (ホムラvs.シルフ?, Homura vs. Shirufu) - 92. La spada dell'Edens (エデンズの剣?, Edenzu no tsurugi) - 93. La sala delle esecuzioni (処刑場?, Shokeijō) - 94. Shiki VS. Drakken (シキvs.ドラッケン?, Shiki vs. Dorakken) - 95. Kris Rutherford (クリス・ラザフォード?, Kurisu Razafōdo) |                                          |                                          |
| 11 | Trama Mentre le 4 Stelle Luminose sconfiggono gli Element 4, la squadra di Shiki viene contattata da Noah, che spiega che ha usato l'abilità del salto temporale di Rebecca come parte di un piano per sconfiggere Drakken; Noah afferma che Drakken ha un punto debole, ma la sua trasmissione termina prima che possa rivelare di cosa si tratta. Dopo che i ragazzi hanno trovato Labilia, si fanno guidare da Sibir, ma avviene un colpo di scena, infatti Labilia si rivela Amira, la quale si era camuffata ed aveva già messo in salvo l'originale. Così il gruppo apprende da Sibir e Amira che Drakken ha mantenuto la sua giovinezza per oltre 200 anni, il che porta Rebecca a dedurre che vuole il suo potere perché sta sovraccaricando il suo corpo. Successivamente vengono scoperti da Drakken, che Shiki combatte mentre gli altri trovano la macchina di supporto vitale del nemico per invertire i suoi effetti, riuscendo ad ottenere anche l'aiuto di Jinn, il quale si fa spiegare da Amira che tale macchina assorbiva la forza vitale altrui, compresa quella di sua sorella minore Kleene. Infuriato da questa rivelazione, Weitz attacca Drakken per vendicare la morte di una persona cara.                                                    |                                          |                                          |
| 12 | L'avvento del Re Demone 「魔王降臨」 - Maō kōrin | 16 ottobre 2020 ISBN 978-4-06-521010-9   | 1º dicembre 2021 ISBN 978-88-226-2806-0  |
| 12 | Capitoli - 96. I ricordi di un ragazzo (少年の記憶?, Shōnen no kioku) - 97. Quel momento è adesso (今がその時?, Ima ga sono toki) - 98. L'avvento del Re Demone (魔王降臨?, Maō kōrin) - 99. Il ciondolo (ペンダント?, Pendanto) - 100. EDENS ONE (ＥＤＥＮＳ ＯＮＥ?, Edenzu Wan) - 101. Singularity (シンギュラリティ?, Shingyurariti) - 102. Il momento dell'addio (別れの時?, Wakare no toki) - 103. Scontro nello spazio (激闘の宇宙?, Gekitō no sora) - 104. La donna chiamata "pirata" (海賊と呼ばれ女?, Kaizoku to yobare onna) |                                          |                                          |
| 12 | Trama L'equipaggio della Edens Zero inverte con successo la macchina drenante di Drakken, ma questi finisce per trasformarsi in un mostro gigante che sopraffà Shiki e Weitz. Prima che Drakken possa ucciderlo, Shiki riacquista alcuni dei suoi ricordi dalla linea temporale precedente e attiva la sua forma Overdrive, sconfiggendo Drakken e riportandolo a uno stato anziano e debole. Dopo che Drakken è stato arrestato, Rebecca scopre che nessuno dei suoi amici ha incontrato Connor nell'attuale linea temporale, dove la Edens One non è stata distrutta. L'equipaggio decide quindi di rivisitare Granbell prima del viaggio verso Mother, solo per scoprire la morte dei robot e la verità sul loro comportamento. Vengono improvvisamente avvicinati da uno Ziggy riattivato, che dichiara insolitamente la sua intenzione che le macchine governino l'umanità, evocando la Edens One e distruggendo Granbell. I membri dell'equipaggio della Zero vengono però salvati da Elsie a bordo della Skull Fairy, costringendo quelli della One a ritirarsi. Dopo che Elsie è partita all'inseguimento di Ziggy, l'equipaggio della Zero arriva a Dragonfall per riprendere il viaggio, giurando di sconfiggere Ziggy.                                         |                                          |                                          |
| 13 | Dragonfall 「ドラゴンフォール」 - Doragonfōru | 15 gennaio 2021 ISBN 978-4-06-521480-0   | 2 febbraio 2022 ISBN 978-88-226-3073-5   |
| 13 | Capitoli - 105. Dragonfall (ドラゴンフォール?, Doragonfōru) - 106. Lo spazio dell'orazione (祈りの間?, Inori no ma) - 107. Il pianeta su cui cadono le stelle (星降る惑星?, Hoshi furu wakusei) - 108. Nadia, amore della mia vita (我が最愛のナディア?, Waga saiai no Nadia) - 109. La grotta rossa (赤い洞窟?, Reddo Keibu) - 110. La macchina innamorata (恋する機械?, Koisuru kikai) - 111. Il cielo che guardavamo (いつか見たあの空を?, Itsuka mita ano sora o) - 112. Chi vive sulla stessa nave (船で生きる者?, Fune de ikiru mono) - 113. Come cani (犬になる?, Inu ni naru) |                                          |                                          |
| 13 | Trama Accompagnato da Jinn e Kleene, l'equipaggio della Edens Zero attraversa Dragonfall attraverso una breccia lasciata dalla Edens One e arriva nel Cosmo Aoi. Seguendo le informazioni che Hermit recupera dai registri cancellati della nave, l'equipaggio atterra sul pianeta oceanico Red Cave per trovare indizi sulla posizione di Mother. In una rovina sottomarina, l'androide custode Nadia dirige il gruppo di Shiki verso un indizio all'interno di una caverna vulcanica. Con il gruppo incapace di aggirare le fiamme della caverna, Witch persuade Laguna ad aiutare Shiki a trovare una via d'accesso sicura in cambio della possibilità di uscire dal Cosmo Sakura. L'indizio si rivela essere una Reliquia, un tesoro intriso dell'Etere di Mother, che consentirà all'equipaggio di individuare la posizione di quest'ultimo in modo più preciso raccogliendo l'Etere di altre Reliquie. Dopo aver aiutato Nadia a far fronte alla morte del suo amante umano, l'equipaggio segue l'Etere su un'altra Reliquia del pianeta Foresta, dove i robot hanno dominato la popolazione umana. Apprendendo dall'amico in visita di Rebecca, Couchpo, che Ziggy ha infettato i robot con un virus, l'equipaggio è costretto a combatterli per legittima difesa. |                                          |                                          |
| 14 | Star Drain 「スタードレイン」 - Sutā Dorein | 17 marzo 2021 ISBN 978-4-06-521639-2     | 4 maggio 2022 ISBN 978-88-226-3193-0     |
| 14 | Capitoli - 114. Colla (接着剤?, Setchakuzai) - 115. La battaglia di Foresta (フォレスタの戦い?, Foresuta no tatakai) - 116. Pulizie in cielo (空中の掃除人?, Kūchū no sōjinin) - 117. Shiki VS. Orc (シキVS.オーク?, Shiki VS. Ōku) - 118. Star Drain (スタードレイン?, Sutā Dorein) - 119. Homura VS. Mora (ホムラVS.モラ?, Homura vs. Mora) - 120. Rebecca VS: Britney (レベッカVS.ブリトニー?, Rebekka VS. Buritonī) - 121. Adorata ferraglia (愛しいガラクタちゃん?, Itoshii garakuta-chan) - 122. Vittoria gigante (勝利の巨人?, Shōri no kyojin) |                                          |                                          |
| 14 | Trama Il gruppo di Shiki entra in conflitto con i membri della Beast, una squadra di commando inviata dall'imperatore di Cosmo Aoi, Poseidon Nero, per porre fine alla rivolta su Foresta distruggendo tutti i robot del pianeta, indipendentemente dalla loro infezione. Dopo che Shiki, Rebecca e Homura sconfiggono la "Squad 1" di Beast, il membro più potente di quest'ultima viene rapidamente catturato da un altro gruppo, quello degli ufficiali dell'Alleanza Interstellare Poliziesca, che si inimica Shiki per la sua associazione con Elsie, nemesi giurata di Justice e motivo del loro inseguimento su Foresta. Nel frattempo, Weitz ed Hermit entrano nel gigantesco server satellite che sta trasmettendo il virus, che scoprono essere gestito dal Dr. Müller ciberneticamente potenziato, ovvero lo scienziato pazzo responsabile di aver traumatizzato Hermit in passato. Infine si scopre che Kleene soffre di un disturbo emotivo che Jinn desidera che Sister curi, ma Kleene ha un crollo mentale quando avverte la presenza di Müller. |                                          |                                          |
| 15 | La cosa importante 「たくさん笑う為に」 - Takusan warau tame ni | 17 maggio 2021 ISBN 978-4-06-523141-8    | 3 agosto 2022 ISBN 978-88-226-3338-5     |
| 15 | Capitoli - 123. La luce della giustizia (正義の光?, Seigi no hikari) - 124. Kiss & Die (Ｋｉｓｓ＆Ｄｉｅ?) - 125. Centro gravitazionale (重心?, Jūshin) - 126. Violent professor (その博士､ 狂暴につき?, Sono hakase, kyōbō ni tsuki) - 127. Sistema terminale (終末システム?, Shūmatsu Shisutemu) - 128. La cosa importante (大切なもの?, Taisetsu na mono) - 129. Per poter ridere tanto (たくさん笑う為に?, Takusan warau tame ni) - 130. Oceans 6 (オーシャンズ6?, Ōshanzu 6) - 131. VR-C (VR-C?) |                                          |                                          |
| 15 | Trama Justice ha la meglio e riesce quasi ad uccidere Shiki prima di essere fermato da Elsie, che duella con quest'ultimo in una situazione di stallo che costringe entrambi alla ritirata. Shiki viene salvato da Xenolith, il mentore robotico di Ziggy, che usa le sue abilità di gravità per immobilizzare tutti su Foresta e fermare la rivolta. Nel frattempo, Müller rivela il suo esperimento condotto sui fratelli Rutherford durante la loro infanzia, il quale prevedeva trasformare Jinn in un cyborg e traumatizzare psicologicamente Kleene. Weitz distrugge il corpo di Müller con l'aiuto di Laguna, permettendo a Hermit di disabilitare il server e riportare i robot di Foresta alla normalità, mentre Sister aiuta Kleene a riprendersi dal suo disturbo mentale cancellando i suoi ricordi traumatici. Successivamente, Xenolith inizia ad addestrare Shiki e il resto dell'equipaggio in preparazione della loro battaglia contro Ziggy, che è anche preso di mira da Poseidon Shura, il figlio di Nero, che si rivela essere un altro utilizzatore di Ather Gear a gravità addestrato dallo stesso Ziggy. |                                          |                                          |
| 16 | Preludio alla grande guerra dell'Aoi Cosmos 「葵大戦の序曲」 - Aoi taisen no jokyoku | 16 luglio 2021 ISBN 978-4-06-524027-4    | 28 settembre 2022 ISBN 978-88-226-3594-5 |
| 16 | Capitoli - 132. La strega del tempo (時の魔女?, Toki no majo) - 133. Tracce di Ziggy (ジギーの軌跡?, Jigī no kiseki) - 134. Judgment Day (ジャッジメント・デイ?, Jajjimento Dei) - 135. Oasi nel deserto (砂漠のオアシス?, Sabaku no Oashisu) - 136. Goodwin (グッドウィン?, Guddowin) - 137. Empire Dice (帝国歴程?, Enpaia Daisu) - 138. Preludio alla grande guerra dell'Aoi Cosmos (葵大戦の序曲?, Aoi taisen no jokyoku) - 139. Lampo bianco (白い閃光?, Shiroi senkō) - 140. Il pianeta Nero 66 (突入!! 惑星ネロ66?, Totsunyū!! Wakusei Nero roku-jū roku) |                                          |                                          |
| 16 | Trama Dopo che l'equipaggio della Edens Zero ha completato il suo addestramento per mano di Xenolith e ha ripreso la ricerca delle Reliquie, Shura annuncia pubblicamente la sua intenzione di vendicarsi di Ziggy eliminando tutti i robot all'interno del Cosmo Aoi. Con la flotta determinata a proteggere i robot, Laguna li presenta ai suoi ex alleati ad Oasis, un esercito ribelle sul pianeta deserto di Sandra che si oppone all'impero di Nero. L'equipaggio scopre che Shura e Ziggy hanno intenzione di utilizzare il sistema All-Link, un dispositivo che darebbe al suo utente il potere di influenzare le azioni dei robot quando tutti i pianeti di Cosmo Aoi saranno sommersi dall'alta marea dell'oceano cosmico. Assicurandosi un'alleanza con gli Oasis dopo averli aiutati contro un attacco imperiale a sorpresa, gli avventurieri procedono verso la posizione del Sistema All-Link sul pianeta imperiale Nero 66, dove gran parte della sua flotta viene decimata da Eraser, uno degli ufficiali d'élite dell'Alleanza Interstellare Poliziesca. |                                          |                                          |
| 17 | Il mondo color cenere 「灰色の世界」 - Haiiro no sekai | 17 settembre 2021 ISBN 978-4-06-524836-2 | 1º febbraio 2023 ISBN 978-88-226-3763-5  |
| 17 | Capitoli - 141. Il mondo color cenere (灰色の世界?, Haiiro no sekai) - 142. Shiki VS. Shura (シキ vs. シュラ?, Shiki vs. Shura) - 143. La colpa non è vostra (おまえたちは悪くねェ?, Omaetachi wa warukunee) - 144. Il mondo dello specchio (鏡世界?, Kagami sekai) - 145. Homura VS. Milani (ホムラ vs. ミラーニ?, Homura vs. Mirāni) - 146. Prima di morire (散りゆく前に?, Chiriyuku mae ni) - 147. Rabbia, paura e tristezza (怒りと恐怖と悲しみ?, Ikari to kyōfu to kanashimi) - 148. Eye of Horus (アイ・オブ・ホルス?, Ai obu Horusu) - 149. Il potere perduto (失った力?, Ushinatta chikara) |                                          |                                          |
| 17 | Trama Shiki combatte Shura come diversivo per i suoi compagni di equipaggio per infiltrarsi nella città in cui si trova il sistema All-Link. Shura è impressionato dall'abilità di Shiki e vuole essergli amico, ma quest'ultimo lo rifiuta in quanto non si è fermato nel suo genocidio dei robot. Come punizione, Shura gli manda contro un esercito di soldati robot mentre assalta le 4 Stelle Luminose a bordo della Edens Zero. Dopo che i soldati muoiono difendendo Shiki da un attacco suicida, questi scopre che Shura ha rapito Witch e va a salvarla. Nel frattempo, Homura viene separata dal suo gruppo da Milani Lucra, un membro della squadra imperiale Oceans 6, che sconfigge dopo essere entrata nella sua forma Overdrive. Il resto del gruppo cade sotto l'ipnosi di Nasseh, un altro membro degli Oceans, ma Weitz usa la sua tuta Arsenal per liberarsi dal controllo di Nasseh, spingendo quest'ultimo a usare un mech Sea Devil per combatterlo. Mentre è presa in ostaggio da Lyra degli Oceans, Rebecca compie un involontario salto temporale e osserva un possibile futuro in cui ha perso le gambe e l'abilità di Cat Leaper. |                                          |                                          |
| 18 | Il falso cinque 「偽りの5」 - Itsuwari no go | 17 novembre 2021 ISBN 978-4-06-525998-6  | 31 maggio 2023 ISBN 978-88-226-4038-3    |
| 18 | Capitoli - 150. Weisz VS. Nasseh (ワイズVS.ナセ?, Waizu vs. Nase) - 151. Impronta di mano (手形?, Tegata) - 152. Lost Card (ロストカード?, Rosuto Kādo) - 153. Il falso cinque (偽りの5?, Itsuwari no go) - 154. Tecnica ninja della Scuola delle Macchine Celesti (天械流忍術?, Tenkai-ryū ninjutsu) - 155. Il vento dei Rutherford (ラザフォードの風?, Razafōdo no kaze) - 156. Il dio bestiale (獣神?, Jūshin) - 157. Il filo rosso del destino (運命の赤い糸?, Unmei no akai ito) - 158. La follia di chi non conosce l'amore (愛を知らぬ男の狂気?, Ai o shiranu otoko no kyōki) |                                          |                                          |
| 18 | Trama Mentre Weitz entra nel suo stato di Overdrive e sconfigge Nasseh, Rebecca torna nel presente ed è costretta ad affrontare Lyra in un pericoloso gioco di carte, mentre Shiki combatte il compagno di squadra di Lyra, Callum Steelford. Dopo che Rebecca ha smascherato Lyra per aver usato il suo Ather Gear per imbrogliare, Jinn e Kleene intervengono e sconfiggono Callum e Lyra, permettendo a Shiki e Rebecca di riorganizzarsi. Laguna aiuta la squadra di Shiki a superare Ijuna, la segretaria di Shura ed ex membro degli Oasis che ha sviluppato la sindrome di Stoccolma per Shura. Raggiungendo la posizione di Witch, Shiki scopre che Shura l'ha torturata e ferita pesantemente. Nel frattempo, altri ufficiali dell'Esercito dell'Unione Interstellare iniziano a convergere contro l'Impero; nel frattempo Homura incontra il subordinato di Justice Creed, mentre Jaguar conduce un attacco diretto contro Nero al "Tempio", il pianeta capitale imperiale, dove anche Ziggy arriva per combattere Nero. |                                          |                                          |
| 19 | Morire nel mare dell'Aoi Cosmos 「葵の宇宙に散る」 - Aoi no umi ni chiru | 17 febbraio 2022 ISBN 978-4-06-526892-6  | 6 settembre 2023 ISBN 978-88-226-4228-8  |
| 19 | Capitoli - 159. I fili che ci legano (絆の糸?, Kizuna no ito) - 160. Morire nel mare dell'Aoi Cosmos (葵の宇宙に散る?, Aoi no umi ni chiru) - 161. Altra vita che si spegne (さらに命は消えてゆく?, Sara ni inochi wa kiete yuku) - 162. Ziggy VS. Nero (ジギーVS.ネロ?, Jigī vs. Nero) - 163. Wormhole (ワームホール?, Wāmuhōru) - 164. Il cielo nero si riversa (黒い天空が降り注ぐ?, Kuroi tenkū ga furisosogu) - 165. Bivio (分岐点?, Bunkiten) - 166. Vi voglio bene (大好き?, Daisuki) - 167. Nel cuore la prova che ha vissuto (生きた証を胸に?, Ikita akashi o mune ni) |                                          |                                          |
| 19 | Trama La guerra continua con l'Alleanza Interstellare Poliziesca e Oasis che subiscono diverse vittime, tra cui Creed, subordinato di Justice, che viene accidentalmente colpito dal suo compagno Jesse, e Jaguar, che viene ucciso da Nero. Shura rivela il suo piano per utilizzare il sistema All-Link contro Ziggy e Nero cancellando il Tempio con la sua scorta di 20.000 bombe antimateria. Avendo anticipato il tradimento di Shura, Nero usa il suo Ether Gear segreto che crea un cunicolo spazio-temporale per trasportare le bombe su Nero 66. Mentre Shiki sconfigge Shura, Ziggy uccide Nero e assorbe il suo Ether Gear, che usa per attivare le bombe. Shura e Ijuna muoiono insieme nella distruzione del pianete, così come Witch quando si sacrifica per proteggere la Edens Zero dall'esplosione. |                                          |                                          |
| 20 | Three Years Later 「3 years later」 | 15 aprile 2022 ISBN 978-4-06-527525-2    | 31 ottobre 2023 ISBN 978-88-226-4350-6   |
| 20 | Capitoli - 168. Mare di stelle (星の海?, Hoshi no umi) - 169. Dichiarazione (宣言?, Sengen) - 170. Three Years Later (3 years later?) - 171. Wander in Space (Wander in Space?) - 172. Universe 3 (ユニバース3?, Yunibāsu 3) - 173. Pioggia di piume fluttuanti (舞い降りる羽?, Maioriru hane) - 174. Potresti levarti di mezzo? (そこ どいてくれ?, Soko, doitekure) - 175. Quell'uomo, il capitano (その男､キャプテン?, Sono otoko, Kyaputen) - 176. Il pianeta Dahlia (惑星ダリア?, Wakusei Daria) |                                          |                                          |
| 20 | Trama Dopo aver deciso di proteggere l'universo, Shiki dà la priorità alla sconfitta di Ziggy rispetto alla ricerca di Mother. L'equipaggio della Edens Zero trascorre i successivi tre anni a liberare pianeti nel Cosmo Kaede dall'influenza di Ziggy, ma non riesce a trovarlo; allarmato dal vigilantismo e della crescente forza di Shiki, il governo lo bolla come uno della Oracion Seis della Polizia Intergalattica. Essenso entrato inconsapevolmente in un universo parallelo durante la guerra di Aoi, l'equipaggio incontra una versione alternativa di Connor, il quale non è a conoscenza della Edens One, e che è scappato dal nascondiglio di Ziggy sul pianeta industriale Lendard. Connor chiede loro di nasconderlo a Blue Garden, ma gli viene tesa un'imboscata da Feather, membro della Oracion Seis, ma il coraggio dimostrato dai membri dell'equipaggio porta Connor ad aiutarli a sfuggire dalla flotta nemica. Durante la riparazione della loro nave sul pianeta Dahlia, l'equipaggio viene avvicinato dalla compagna di squadra di Feather, Holy, che propone un'alleanza con Shiki. |                                          |                                          |

## Volumi 21-30
| Nº | Titolo italiano Giapponese 「Kanji」 - Rōmaji | Data di prima pubblicazione              | Data di prima pubblicazione             |
| Nº | Titolo italiano Giapponese 「Kanji」 - Rōmaji | Giapponese                               | Italiano                                |
| 21 | L'operazione divora-pianeta 「星咬作戦」 - Hoshigami sakusen | 17 giugno 2022 ISBN 978-4-06-528179-6    | 6 febbraio 2024 ISBN 978-88-226-4506-7  |
| 21 | Capitoli - 177. Sacra sentenza (聖なる裁き?, Seinaru sabaki) - 178. Rebecca e Laviria (レベッカとラビリア?, Rebekka to Rabiria) - 179. Deadend Crow (デッドエンド・クロウ?, Deddoendo Kurō) - 180. L'operazione divora-pianeta (星咬作戦?, Hoshigami sakusen) - 181. Preludio alla grande guerra del Kaede-Cosmos (楓大戦の序曲?, Kaede taisen no jokyoku) - 182. Valchiria modello 95 (戦乙女九五式?, Ikusa otome kyūjūgo-shiki) - 183. Le Lendard (ル・レンダード?, Ru Rendādo) - 184. Elsie VS. Ziggy (エルシー vs. ジギー?, Erushī vs. Jigī) - 185. L'arena invasa (侵食の闘技場?, Shinshoku no tōgijō) |                                          |                                         |
| 21 | Trama Holy si unisce provvisoriamente all'equipaggio della Edens Zero per sconfiggere Deadend Crow, un membro della Oracion Seis della Polizia Intergalattica che si è allegato con Ziggy, mentre Labilia fa pace con Rebecca e viene portata a bordo per il trattamento di una malattia mortale. Collaborando con Elsie, l'equipaggio della Edens Zero ha in programma di eliminare Ziggy e Crow attirando il cronofago verso Lendard con il potere di distorsione del tempo di Rebecca, che scopre essere responsabile del consumo di Norma e Guilst. Dopo aver aggirato uno sciame di draghi controllato dal dio Acnoella, un altro membro della Oracion Seis alleato con Ziggy, Elsie duella preventivamente con Ziggy per correggere la sua precedente esitazione ad ucciderlo durante la guerra di Aoi. Elsie però vacilla quando Ziggy torna momentaneamente al suo sé originale, avvertendola di fuggire da Lendard con Shiki, ma viene salvata dalla morte da Justice. Nel frattempo, la squadra di Shiki affronta le 4 Stelle Oscure del Re Demone, ovvero le controparti potenziate della Edens One delle 4 Stelle Luminose. |                                          |                                         |
| 22 | L'ether di ogni cosa 「万物のエーテル」 - Banbutsu no Ēteru | 17 agosto 2022 ISBN 978-4-06-528658-6    | 30 aprile 2024 ISBN 978-88-226-4727-6   |
| 22 | Capitoli - 186. Il programma sub-spazio (亜空間プログラム?, Akūkan Puroguramu) - 187. Shiki VS. Wizard (シキ vs. ウィザード?, Shiki vs. Wizādo) - 188. Un decimo (一割?, Ichiwari) - 189. Rebecca VS. Clown (レベッカVS.クラウン?, Rebekka vs. Kuraun) - 190. Il circo infernale (地獄のサーカス?, Jigoku no sākasu) - 191. Infermiere zombi (ゾンビナース?, Zonbi Nāsu) - 192. Weisz VS. Killer (ワイズVS.キラー?, Waizu vs. Kirā) - 193. Un bimbo dal cuore gentile (やさしい子?, Yasashī ko) - 194. L'ether di ogni cosa (万物のエーテル?, Banbutsu no Ēteru) |                                          |                                         |
| 22 | Trama Le 4 Stelle Oscure separano la squadra di Shiki in diverse dimensioni per combattere i suoi membri individualmente. Shiki sconfigge Wizard, la controparte della Stella Oscura di Witch, mentre Rebecca e Weitz vengono battuti da Clown e Killer, rispettivamente le controparti di Sister ed Hermit, mentre Homura lotta contro Brigandine, l'alter ego di Valkyrie. Durante la battaglia, Shiki scopre un legame tra le Stelle Luminose e le Stelle Oscure e inizia a mettere in dubbio le idee di Ziggy. Dopo che Shiki è stato catturato, Clown e Killer si infiltrano nella Edens Zero per eliminare Sister ed Hermit. |                                          |                                         |
| 23 | Alternative 「alternative」 | 17 ottobre 2022 ISBN 978-4-06-529414-7   | 27 agosto 2024 ISBN 978-88-226-5017-7   |
| 23 | Capitoli - 195. Una storia fasulla (偽りのストリー?, Itsuwari no Sutorī) - 196. Lo sterminio delle Quattro Stelle Brillanti (四煌星全滅?, Shikōsei zenmetsu) - 197. Certezza (自信?, Jishin) - 198. Incubo (悪夢?, Akumu) - 199. Saintfire Nox (セントファイア・ノックス?, Sentofaia Nokkusu) - 200. Alternative (alternative?) - 201. Melt (メルト?, Meruto) - 202. Il vero volto (素顔?, Sugao) - 203. Ziggy (ジギー?, Jigī) |                                          |                                         |
| 23 | Trama Mentre le 4 Stelle Luminose affrontano le 4 Stelle Oscure, i loro compagni di squadra e Holy si impegnano a combattere con Deadend Crow, con il quale Holy ha un conto in sospeso. Nel frattempo, la squadra di Shiki raggiunge il centro di Lendard, dove Ziggy ha raccolto i corpi di innumerevoli madri umane con lo scopo di localizzare Mother; qui si scopre che l'unica prigioniera sopravvissuta è la madre di Rebecca, la cui identità viene svelata poco dopo all'equipaggio. Shiki inizia così la battaglia finale con Ziggy, che svela la verità riguardo la propria identità e il suo legame con il ragazzo. |                                          |                                         |
| 24 | Il punto d'origine 0 「原点0」 - Genten Zero | 16 dicembre 2022 ISBN 978-4-06-529939-5  | 26 novembre 2024 ISBN 978-88-226-5218-8 |
| 24 | Capitoli - 204. Il punto d'origine 0 (原点0?, Genten Zero) - 205. 3173 (3173?) - 206. Il traditore (裏切り者?, Uragirimono) - 207. Per risplendere (輝く為に?, Kagayaku tame ni) - 208. Dead end: capolinea (デッドエンド?, Deddo Endo) - 209. Il tempo inizia a muoversi (動き出した時間?, Ugokidashita jikan) - 210. Il vero nemico (真の敵?, Shin no teki) - 211. Tragedia (惨劇?, Sangeki) - 212. Möbius (メビウス?, Mebiusu) |                                          |                                         |
| 24 | Trama Dopo che Ziggy ha spiegato le sue origini e quelle dell'Etherion, l'arma segreta della Edens Zero, Pino scopre che Ziggy ha segretamente sbloccato la sua memoria e la capacità di Overdrive, che usa per ripristinare la personalità originale e gentile di Ziggy. Quest'ultimo rivela di essere stato controllato da un nemico ancora più temibile che si trova attualmente su Lendard, ma siccome non è in grado di rivelare la sua identità, chiede a Shiki di ucciderlo prima che possa perdere di nuovo il controllo. Nel frattempo, si scopre che il compagno di squadra di Holy, Cure, sta alimentando Deadend Crow, e vengono entrambi distrutti dalla Edens Zero, poi Elsie si prepara a cogliere la fonte degli eserciti robotici di Ziggy e God Acnoella dopo aver distrutto sua madre Acnoella in preda alla rabbia. |                                          |                                         |
| 25 | L'ultimo universo 「最後の世界」 - Saigo no sekai | 17 febbraio 2023 ISBN 978-4-06-530529-4  | 4 febbraio 2025 ISBN 978-88-226-5423-6  |
| 25 | Capitoli - 213. Se non fosse necessario combattere... (戦わずに済むのなら?, Tatakawazu ni sumu no nara) - 214. Una cosa sola (一つに…?, Hitotsu ni...) - 215. Dalle profondità della terra (地の底より出る?, Chi no soko yori izuru) - 216. Nel tempo che si va perdendo (失われた時の中で?, Ushinawareta toki no naka de) - 217. Padre, madre e figlia (父と母と娘?, Chichi to haha to musume) - 218. Saintfire (セントファイア?, Sentofaia) - 219. L'ultimo universo (最後の世界?, Saigo no sekai) - 220. Etherion (エーテリオン?, Ēterion) - 221. Verso il tempo nel cui cielo fluttuano petali di ciliegio (桜舞うソラの頃に?, Sakura mau sora no koro ni) |                                          |                                         |
| 25 | Trama Elsie ferma l'armata di draghi di God Acnoella, mentre Ziggy provoca Shiki a distruggerlo fingendo di essere nuovamente controllato dal vero nemico, la cui identità viene rivelata. L'equipaggio della Edens Zero fugge con i corpi delle madri prima che il Cronografo consumi Lendard; Elsie e Justice decidono di rimanere volontariamente indietro per farsi cancellare dopo aver perso la voglia di combattere. Dopo che Rebecca si è riunita con i suoi genitori, sua madre spiega che Mother sta morendo, il che porterà all'estinzione dell'umanità che però può essere prevenuta solo nell'Universe Zero, il punto di convergenza di tutti i mondi paralleli. L'equipaggio usa l'Etherion per entrare nell'Universe Zero, dove rivivono le rispettive vite senza alcuna conoscenza del futuro. Quando Shiki incontra Rebecca e Happy su Granbell, i tre recuperano i ricordi del mondo precedente e si riuniscono in preda alla felicità. |                                          |                                         |
| 26 | Un universo felice 「幸せな世界」 - Shiawase na sekai | 17 aprile 2023 ISBN 978-4-06-531238-4    | 1º aprile 2025 ISBN 978-88-226-5526-4   |
| 26 | Capitoli - 222. Un universo felice (幸な世界?, Shiawase na sekai) - 223. Ricordi e poteri (記憶と能力?, Kioku to nōryoku) - 224. Il pianeta Guilst (惑星ギルスト(U0)?, Wakusei Girusuto (Yunibāsu Zero)) - 225. Moscoh Heaven (モスコイ天国?, Mosukoi Hebun) - 226. Il dio del mare (海神?, Kaishin) - 227. Forza e tecnica (カと体?, Chikara to karada) - 228. Gunner (ガンナー?, Gannā) - 229. Il cecchino (狙撃者?, Shogekisha) - 230. La forma dell'ether (エーテルの形?, Ēteru no katachi) |                                          |                                         |
| 26 | Trama Shiki, Rebecca e Happy scoprono che le loro vite nell'Universe Zero sono cambiate in meglio, con Ziggy che ha impedito la morte dei robot di Granbell e ha lasciato la Edens Zero sul pianeta per Shiki. Insieme a una versione passata di Witch, rivisitano i pianeti in cui avevano originariamente incontrato i loro compagni di equipaggio per fargli tornare la memoria, culminando in un'altra battaglia con le forze di Drakken Joe su Guilst. In questo frangente, vengono rivelati molti altri drastici cambiamenti alla storia, tra cui la sostituzione di Laguna da parte di Poseidon Nero come uno dei membri degli Element 4 e la successione di Shura come imperatore del Cosmo Aoi. Nero guida inaspettatamente Shiki su come accedere alla sua forza futura, che ottiene inserendo una nuova forma di Overdrive che ricorda Ziggy. Quando Nero spiega a Shiki la sua intenzione di sconfiggere Shura, Shiki decide di fare amicizia con Shura e Drakken. |                                          |                                         |
| 27 | Lacrime scarlatte 「紅の涙」 - Kurenai no namida | 14 luglio 2023 ISBN 978-4-06-531893-5    | 3 giugno 2025 ISBN 978-88-226-5679-7    |
| 27 | Capitoli - 231. I requisiti di un eroe (英雄の条件?, Eiyū no jōken) - 232. Sun Jewel (Universe Zero) (サンジュエル(U0?, San Jueru Yunibāsu Zero) - 233. Lampo di spada (剣閃?, Kensen) - 234. Lacrime scarlatte (紅の涙?, Kurenai no namida) - 235. Over Nu Etherion (オーバーνエーテリオン?, Ōbā Nyū Ēterion) - 236. 1 + 4 + 6 (1+4+6?) - 237. Il pianeta scomparso (消えた惑星?, Kieta wakusei) - 238. Incontro sulla sabbia (砂上の邂逅?, Sajō no kaigō) - 239. Eccolo! (出た！！?, Deta!!) |                                          |                                         |
| 27 | Trama Shiki convince Drakken a evacuare la popolazione di Guilst prima dell'arrivo del Cronografo mentre Homura recupera i suoi ricordi su Sun Jewel dopo essersi riunita con Valkyrie, che si unisce all'equipaggio, e si riconcilia con una versione eroica di Madame Kurenai. Con l'equipaggio quasi del tutto riunito, Pino rivela grazie ai suoi ricordi ripristinati che la Edens One ha costruito una forma androide chiamata Over Nu Etherion Void, ed è servita da una nuova versione dell'Oración Seis Galáctica, di cui fa parte Xenolith, che è accusato di aver distrutto Foresta. L'equipaggio torna da Sandra per reclutare Laguna, che si oppone a Shura e Xenolith come leader degli Oasis. Shiki tenta di fare amicizia con Shura, che cerca di uccidere Xenolith con il sistema All-Link con il rischio di distruggere i robot del Cosmo Aoi. Mentre le due fazioni si rendono conto del loro nemico comune, Xenolith si avvicina improvvisamente a loro nel corpo del compagno robot di una ragazza del posto, rivelando che è stato privato dei suoi poteri di gravità e incastrato da Müller.                     |                                          |                                         |
| 28 | 「深き海の如く」 - Fukaki umi no gotoku | 14 settembre 2023 ISBN 978-4-06-532890-3 | 26 agosto 2025 ISBN 978-88-226-5818-0   |
| 28 | Capitoli - 240. (博士の異常な感情?, Hakase no ijōna kanjō) - 241. (ヴァルキリー出撃?, Varukirī shutsugeki) - 242. (ミュラーの罠?, Myurā no wana) - 243. (その猫はどこから来たのか?, Sono neko wa doko kara kita no ka) - 244. (鉄の雨?, Tetsu no ame) - 245. (深き海の如く?, Fukaki umi no gotoku) - 246. (レイナとハムリオ?, Reina to Hamurio) - 247. (戦いの舞台へ?, Tatakai no butai e) - 248. (雪宇宙?, Yukino Kosumosu) |                                          |                                         |
| 28 | Trama Shiki e Shura uniscono le forze contro Müller, che si è fuso con una copia robotica di Xenolith. Müller rapisce Rebecca nel tentativo di sfruttare i suoi poteri temporali, ma Shiki e Shura lo contrastano con l'aiuto dell'Esercito dell'Unione Interstellare. Dopo un gala celebrativo, l'equipaggio della Edens Zero incontra i capi dell'esercito nell'Universe Zero, ovvero Noah, Nadia, Elsie e Rachel, che chiedono l'aiuto dell'equipaggio per fermare la Edens One. L'equipaggio porta Mother Ether, che è stata conservata dal mondo precedente, al pianeta natale di Rachel, Miltz, per ottenere un segnale da parte di Mother. Mentre attendono il termine del processo, un intruso mascherato ferma il tempo per tutti tranne che per Rebecca. |                                          |                                         |
| 29 | 「悠久の時より」 - Yūkyū no toki yori | 16 novembre 2023 ISBN 978-4-06-533545-1  | 7 ottobre 2025 ISBN 978-88-226-6272-9   |
| 29 | Capitoli - 249. (静かなる時の中で?, Shizuka naru toki no naka de) - 250. (ジョーカー?, Jōkā) - 251. (惑星ミルツ脱出編?, Wakusei Mirutsu dasshutsu-hen) - 252. (ＧＡＭＥ ＳＴＡＲＴ?, Gēmu Sutāto) - 253. (ＳＴＡＧＥ１?, Sutēji 1) - 254. (ＳＴＡＧＥ２?, Sutēji 2) - 255. (未開の宇宙?, Mikai no uchū) - 256. (悠久の時より?, Yūkyū no toki yori) - 257. (レナード?, Renādo) |                                          |                                         |
| 29 | Trama Mentre cerca di fuggire dal luogo in cui il tempo si è fermato, Rebecca viene aiutata dall'anziano professor Weisz ad affrontare l'intruso, il quale si rivela essere Joker Helix, un membro dell'Oración Seis Galáctica, nato come motore di gioco basato sull'intelligenza artificiale sviluppato dal professore. Joker invia copie di se stesso per rubare Mother Ether e intrappola Rebecca in una serie di dimensioni simili a quelle di un videogioco. Grazie all'aiuto di Shiki e del professor Weisz, Rebecca supera le prove di Joker e lo convince ad arrendersi pacificamente. Prima di riprendere il viaggio, il professore Weisz consegna a Pino una chiavetta USB contenente i suoi ricordi cancellati riguardo al passato dimenticato delle 4 Stelle Luminose. La Edens Zero segue quindi il segnavia nello spazio, ma viene seguita e attaccata da God Acnoella e della 4 Stelle Oscure. Pino rimane devastata da ciò che apprende sulle Stelle Lucenti, e viene rivelato che quest'ultime vivevano 20.000 anni fa insieme alle Stelle Oscure e agli umani su una Terra moderna e morente.                        |                                          |                                         |
| 30 | 「辿り着いた先には…」 - Tadoritsuita saki ni wa... | 17 gennaio 2024 ISBN 978-4-06-534178-0   | 25 novembre 2025 ISBN 978-88-226-6331-3 |
| 30 | Capitoli - 258. (星の形?, Hoshi no katachi) - 259. (エデンズ ワン突入!!?, Edenzu Wan totsunyū!!) - 260. (コスモ?, Kosumo) - 261. (生／死?, Sei/Shi) - 262. (Ｊｕｓｔ ｏｎｅ ｍｏｒｅ ｔｉｍｅ?, Jasuto Wan Moa Taimu) - 263. (ルナ?, Runa) - 264. (オーバーライド?, Ōbāraido) - 265. (辿り着いた先には…?, Tadori tsuita saki ni wa…) - 266. (愛の戦士?, Ai no senshi) |                                          |                                         |
| 30 | Trama Killer installa un programma di autodistruzione sulla Edens Zero, che Hermit si affretta a disattivare mentre il resto dell'equipaggio è preoccupato dalle forze della Edens One. Nel frattempo, Shiki si infiltra nella Edens One per affrontare Void, ma viene ucciso da Lightning Law,, un membro della Oración Seis Galáctica di Void. Scoprendo che può ancora invertire il tempo mentre è nuda, anche se ciò comporta a uno sforzo maggiore per il suo corpo rispetto a prima, Rebecca evita la morte di Shiki e contatta Laguna, che sconfigge Law. Void lascia la Edens One per uccidere personalmente Mother, ma Shiki e Rebecca lo raggiungono. Quando Void ha la meglio su Shiki, Ziggy torna in vita per combattere contro Void. |                                          |                                         |

## Volumi 31-33
| Nº | Giapponese 「Kanji」 - Rōmaji | Data di prima pubblicazione           | Data di prima pubblicazione |
| Nº | Giapponese 「Kanji」 - Rōmaji | Giapponese                            | Italiano                    |
| 31 | 「母なる…」 - Haha naru... | 15 marzo 2024 ISBN 978-4-06-534866-6  | —                           |
| 31 | Capitoli - 267. (母と子?, Haha to ko) - 268. (ジギーｖｓ．ヴォイド?, Jigī vs. Voido) - 269. (剣の舞?, Tsurugi no mai) - 270. (ハーミットスペシャル?, Hāmitto Supesharu) - 271. (命か未来か?, Inochi ka mirai ka) - 272. (母なる...?, Haha naru...) - 273. (自浄?, Jijō) - 274. (地球崩壊?, Chikyū hōkai) - 275. (四煌星誕生?, Shikōsei tanjō) |                                       |                             |
| 31 | Trama Witch, Valkyrie, Homura e Weitz sconfiggono le rimanenti Stelle Oscure e Acnoella, impedendo l'autodistruzione della Edens Zero. Nel frattempo, Ziggy invia Shiki a salvare Mother mentre lui combatte contro Void, che Ziggy riconosce come il figlio suo e di Rebecca dal futuro. Il gruppo di Shiki raggiunge finalmente Mother, che offre a Shiki la possibilità di scegliere se salvarla, causando la morte di tutti coloro che sono morti negli universi precedenti nell'Universe Zero, o se evitare queste morti garantendo la morte di Mother. Per aiutarlo a prendere una decisione, Mother si rivela essere lo stato trasformato del pianeta Terra, che i modelli umani delle Stelle Luminose e delle Stelle Oscure - compresi i genitori di Shiki, i modelli di Witch e Wizard - hanno mandato in Overdrive per salvare il pianeta dalla distruzione a costo della loro vita 20.000 anni fa. Spiega inoltre che il Cronografo ha riportato Mother alla sua forma planetaria quindici anni fa, portando Ziggy a scoprire che Shiki è l'ultimo sopravvissuto della Terra prima della rinascita di Mother. |                                       |                             |
| 32 | 「時の体内」 - Toki no naka | 17 giugno 2024 ISBN 978-4-06-535505-3 | —                           |
| 32 | Capitoli - 276. (ツキの決断?, Shiki no ketsudan) - 277. (消えゆくマザー?, Kie yuku Mazā) - 278. (B・キューパー?, B Kyūpā) - 279. (スーパージギー?, Sūpā Jigī) - 280. (風の槍?, Kaze no yari) - 281. (レディ・フレイヤ?, Redi Fureiya) - 282. (焔?, Homura) - 283. (時の体内?, Toki no naka) - 284. (ゼノフレア?, Zenofurea) |                                       |                             |
| 32 | Trama Shiki sceglie di lasciare che Mother scompaia per preservare le vite dei suoi amici, ma intende salvarla facendo in modo che il Cronografo la ripristini come Terra prima che scompaia completamente. L'equipaggio della Edens Zero attira il Cronografo trasmettendo il proprio ether spostato nel tempo attraverso il B-Cube con l'aiuto di Labilia. L'equipaggio è ostacolato da Cure e Lady Freyja, gli ultimi membri rimasti dell'Oración Seis Galáctica, che vengono sconfitti rispettivamente da Jinn e Homura. Per accelerare il processo, Shiki si fa mandare da Xiaomei direttamente sul sentiero del Cronografo, dove entra nello stomaco della creatura e trova la sua vera forma: una figura femminile mascherata che chiede la restituzione del "tempo" rubato. Nel frattempo, Ziggy entra in Overdrive e taglia le gambe a Void, privandolo dei suoi poteri temporali ereditati da Rebecca. |                                       |                             |
| 33 | 「友達」 - Tomodachi | 16 agosto 2024 ISBN 978-4-06-536511-3 | —                           |
| 33 | Capitoli - 285. (0対1?, Zero tai Wan) - 286. (時の子?, Toki no ko) - 287. (1072J?, 1072 Jūru) - 288. (友達になれたら?, Tomodachi ni naretara) - 289. (再生?, Saisei) - 290. (時を食べる少女?, Toki o taberu shōjo) - 291. (私の役目?, Watashi no yakume) - 292. (友達は終わらない?, Tomodachi wa owaranai) - 293. (友達?, Tomodachi) |                                       |                             |
| 33 | Trama Void convoca un'armata di navi da guerra contro la Edens Zero. Contattati da Labilia, gli alleati della Edens Zero arrivano e distruggono l'armata, permettendo a Ziggy e alla Edens Zero di distruggere Void e la Edens One. Nel frattempo, il Cronografo stabilisce che il suo "tempo" non può essere trovato e si prepara ad annientare l'universo con un Big Bang. Shiki assorbe l'energia dell'attacco del Cronografo con la sua gravità, rafforzandolo abbastanza da costringerlo a divorare Mother, che ripristina la Terra. Tuttavia, il Cronografo riconosce Rebecca e la possiede, rivelando che il mostro è il futuro smemorato di Rebecca dalla linea temporale di Ziggy, dove è fuggita dal suo corpo per seguire Ziggy nel passato. Quando Shiki ricorda disperatamente alla futura Rebecca la loro amicizia, questa riacquista i suoi ricordi e svanisce, liberando la Rebecca del presente. Pino ritiene che il suo ruolo sia stato compiuto e si disattiva silenziosamente, mentre le Quattro Stelle Luminose forniscono ai loro sé umani la tecnologia per aiutarli a rivitalizzare la Terra. Anni dopo, l'equipaggio si riunisce su Granbell per la nascita della figlia di Shiki e Rebecca. Nel limbo, Mother offre a Pino la possibilità di reincarnarsi in questa bambina per realizzare il suo sogno di essere umana, ma Pino sceglie di essere riattivata come androide e si riunisce ai suoi amici. |                                       |                             |